# 이경희 (아나운서)
이경희(1982년 10월 23일 ~ )는 대한민국의 연합뉴스TV 소속 아나운서이다.

## 학력
- 2005년 서강대학교 경영학 학사

## 경력
- 2011년 : 연합뉴스TV 아나운서

## 진행

### 텔레비전
- 10시뉴스
- 뉴스현장14
- 클릭! 베스트컷